# Golden Globe Award/Beste jugendliche Darstellung
Golden Globe Award: Beste jugendliche Darstellung
Der Golden Globe Award für die beste jugendliche Darstellung (Juvenile Performance) wurde von 1948 bis 1959 insgesamt nur fünf Mal vergeben, davon zwei Mal 1953. Er zeichnete die Darsteller aus, die in ihrer Filmrolle als Kind oder Jugendlicher außerordentliche Leistungen erbracht haben.

## 1940er Jahre
- 1948: Dean Stockwell – Tabu der Gerechten (Gentleman's Agreement)
- 1949: Ivan Jandl – Die Gezeichneten (The Search)

## 1950er Jahre
- 1950 – 1952: Preis nicht vergeben
- 1953: 
  - Brandon De Wilde – Das Mädchen Frankie (The Member of the Wedding)
  - Francis Kee Teller – Navajo
- 1954 – 1958: Preis nicht vergeben
- 1959: David Ladd – Der stolze Rebell (The Proud Rebel)